# Madeleine Lamouille
Madeleine Lamouille, née le 2 novembre 1907 à Cheyres sous le nom de Madeleine Pillonel et morte le 5 avril 1993 à Meyrin, est une femme de chambre suisse.
Elle est autorisée à résider à Cheyres et en 1937 à Genève. Ses mémoires, intitulés Pipes de terre et pipes de porcelaine : souvenirs d'une femme de chambre en Suisse romande, sont réimprimés à plusieurs reprises.

## Biographie
Madeleine Lamouille, née à Cheyres dans le canton de Fribourg au sein d'une famille nombreuse, est la fille de Louise Guidet et de l'horticulteur et pépiniériste Léon Pillonel. En 1937, elle épouse le serrurier et syndicaliste André Lamouille.
Après sa scolarité, Madeleine Pillonel travaille de 1922 à 1925 à la soierie « Les Tauxelles » à Troyes. Le propriétaire de l'usine crée un pensionnat catholique pour accueillir les jeunes ouvrières, dirigé par une Fribourgeoise. Pillonel, qui réside dans ce pensionnat, y reçoit une éducation dite de bonne famille. Les règles strictes de l'institution sont encore façonnées par les oblats Louis Brisson et Léonie Aviat.
En 1926, Madeleine Pillonel retourne en Suisse et travaille comme femme de chambre pour la famille Barbey à Valeyres-sous-Rances, dans le canton de Vaud. Cinq ans plus tard, elle s'installe chez la famille Weibel à Genève, où elle travaille comme femme de chambre jusqu'au début des années 1940.
Dans les années 1970, elle partage ses souvenirs avec l'écrivain et historien Luc Weibel, petit-fils des Weibel. Après de longs entretiens, il les publie sous forme de mémoires en 1978, intitulée Pipes de terre et pipes de porcelaine, le premier terme désignant les domestiques asservis et le second la classe bourgeoise dominante. Ces mémoires sont adaptés au théâtre en 1980 par le groupe TREC.
Madeleine Lamouille meurt à Meyrin à l'âge de 85 ans.
Son souvenir est commémoré en 2003 à Valeyres-sous-Rances lors des célébrations du bicentenaire de l'entrée du canton de Vaud dans la Confédération suisse.